# Culex petersi
Culex petersi är en tvåvingeart som beskrevs av Donald Henry Colless 1960. Culex petersi ingår i släktet Culex och familjen stickmyggor. Inga underarter finns listade i Catalogue of Life.